# Liste von Vulkanen in El Salvador
Dies ist eine Liste von Vulkanen in El Salvador, die während des Quartärs mindestens einmal aktiv waren.
| Bild | Name                        | Vulkantyp      | Letzte Eruption | Höhe [m] | Geokoordinaten                |
| ---- | --------------------------- | -------------- | --------------- | -------- | ----------------------------- |
|      | Cordillera de Apaneca       | Schichtvulkane | unbekannt       | 2036     | 13° 53′ 27″ N, 089° 47′ 10″ W |
|      | Apastepeque                 | Vulkanfeld     | unbekannt       | 700      | 13° 43′ 00″ N, 088° 46′ 00″ W |
|      | Cerro Cinotepeque           | Vulkanfeld     | unbekannt       | 665      | 14° 01′ 00″ N, 089° 15′ 00″ W |
|      | Cerro de Guazapa            | Schichtvulkan  | unbekannt       | 1438     | 13° 54′ 00″ N, 089° 07′ 00″ W |
|      | Cerro Singüil               | Schlackenkegel | unbekannt       | 957      | 14° 03′ 00″ N, 089° 39′ 00″ W |
|      | Chaparrastique (San Miguel) | Schichtvulkan  | 2013            | 2130     | 13° 26′ 02″ N, 088° 16′ 09″ W |
|      | Chichontepec (San Vicente)  | Schichtvulkan  | unbekannt       | 2182     | 13° 35′ 43″ N, 088° 50′ 15″ W |
|      | Chinameca                   | Schichtvulkan  | unbekannt       | 1300     | 13° 28′ 40″ N, 088° 19′ 49″ W |
|      | Chingo                      | Schichtvulkan  | unbekannt       | 1775     | 14° 07′ 00″ N, 089° 44′ 00″ W |
|      | Lago de Coatepeque          | Caldera        | unbekannt       | 746      | 13° 52′ 00″ N, 089° 33′ 00″ W |
|      | Conchagua                   | Schichtvulkan  | unbekannt       | 1225     | 13° 16′ 30″ N, 087° 50′ 42″ W |
|      | Conchagüita                 | Schichtvulkan  | unbekannt       | 505      | 13° 13′ 43″ N, 087° 46′ 03″ W |
|      | El Tigre                    | Schichtvulkan  | unbekannt       | 1640     | 13° 28′ 00″ N, 088° 26′ 00″ W |
|      | Ilopango                    | Caldera        | 1880            | 450      | 13° 40′ 18″ N, 089° 03′ 12″ W |
|      | Izalco                      | Schichtvulkan  | 1966            | 1950     | 13° 48′ 45″ N, 089° 37′ 58″ W |
|      | Laguna Aramuaca             | Maar           | unbekannt       | 181      | 13° 25′ 42″ N, 088° 06′ 18″ W |
|      | San Diego                   | Vulkanfeld     | unbekannt       | 781      | 14° 16′ 00″ N, 089° 29′ 00″ W |
|      | San Salvador                | Schichtvulkan  | 1917            | 1893     | 13° 44′ 03″ N, 089° 17′ 38″ W |
|      | Santa Ana                   | Schichtvulkan  | 2005            | 2381     | 13° 51′ 12″ N, 089° 37′ 48″ W |
|      | Taburete                    | Schichtvulkan  | unbekannt       | 1172     | 13° 26′ 06″ N, 088° 31′ 55″ W |
|      | Tecapa                      | Schichtvulkan  | unbekannt       | 1593     | 13° 29′ 38″ N, 088° 30′ 08″ W |
|      | Usulután                    | Schichtvulkan  | unbekannt       | 1449     | 13° 25′ 08″ N, 088° 28′ 14″ W |